# Aldersladum jengi
Aldersladum jengi is een zachte koraalsoort uit de familie Alcyoniidae. De koraalsoort komt uit het geslacht Aldersladum. Aldersladum jengi werd in 2011 voor het eerst wetenschappelijk beschreven door Benayahu & McFadden. 